# راز خانوادگی (فیلم ۱۹۵۱)
راز خانوادگی (انگلیسی: The Family Secret) فیلمی در ژانر درام و جنایی است.